# 2004년 하계 올림픽 핸드볼
2004년 하계 올림픽 핸드볼 경기는 2004년 8월 14일부터 8월 29일까지 그리스 아테네에서 열렸다. 

## 메달리스트
| 종목        | 금               | 은             | 동               |
| ----------- | ---------------- | -------------- | ---------------- |
| 남자 자세히 | 크로아티아 (CRO) | 독일 (GER)     | 러시아 (RUS)     |
| 여자 자세히 | 덴마크 (DEN)     | 대한민국 (KOR) | 우크라이나 (UKR) |

## 참가국

### 남자부
남자 종목은 12개 국가 대표팀이 동등하게 2개의 조로 나누어서 치러졌다.
| A조: - 크로아티아 (CRO) - 대한민국 (KOR) - 아이슬란드 (ISL) - 러시아 (RUS) - 슬로베니아 (SLO) - 스페인 (ESP) | B조: - 브라질 (BRA) - 이집트 (EGY) - 프랑스 (FRA) - 독일 (GER) - 그리스 (GRE) - 헝가리 (HUN) |

### 여자부
여자 종목은 10개 국가 대표팀이 2개의 조로 나누어서 치러졌다. 
| A조: - 브라질 (BRA) - 중화인민공화국 (CHN) - 그리스 (GRE) - 헝가리 (HUN) - 우크라이나 (UKR) | B조: - 앙골라 (ANG) - 덴마크 (DEN) - 프랑스 (FRA) - 대한민국 (KOR) - 스페인 (ESP) |

한 조에서 모든 대표팀이 남녀 종목에 서로 출전했을때, 각 조의 상위 4개 국가가 각 준결승에 진출한다. 